# Port lotniczy Bandżul
Port lotniczy Bandżul (ang. Banjul International Airport) – międzynarodowy port lotniczy położony 24 km na południe od Bandżulu w okolicach miejscowości Yundum. Jest największym portem lotniczym w Gambii. W 2004 obsłużył 310 719 pasażerów. Lotnisko posiada nowoczesne pasy startowe i w przeszłości służyło jako awaryjne miejsce lądowań amerykańskich promów kosmicznych Space Shuttle. Jest głównym węzłem dla gambijskich linii lotniczych Gambia International Airlines. Dodatkowo loty na lotnisko w Bandżulu obsługuje linia Brussels Airlines, jako jedyna oferujące regularne połączenia z Europą, oraz szereg linii z krajów Afryki Zachodniej. Ponadto na lotnisko w Bandżulu latają z Europy samoloty wielu linii czarterowych, m.in. Condor Airlines oraz polskiego przewoźnika Enter Air.

## Linie lotnicze i połączenia
| Linia Lotnicza          | Kierunek                                                                            |
| ----------------------- | ----------------------------------------------------------------------------------- |
| Air Senegal             | 1. Bissau 2. Dakar-Diass                                                            |
| ASKY Airlines           | 1. Akra 2. Freetown 3. Lomé 4. Monrovia                                             |
| Brussels Airlines       | 1. Bruksela 2. Dakar-Diass                                                          |
| Corendon Dutch Airlines | Sezonowo: 1. Amsterdam                                                              |
| Royal Air Maroc         | 1. Casablanca                                                                       |
| Smartwings Slovakia     | Sezonowe czartery: 1. Bratysława                                                    |
| Sunclass Airlines       | Sezonowe czartery: 1. Kopenhaga 2. Helsinki 3. Oslo-Gardermoen 4. Sztokholm-Arlanda |
| TAP Portugal            | 1. Lizbona                                                                          |
| Transair                | 1. Dakar-Diass 2. Freetown                                                          |
| TUI Airways             | Sezonowo: 1. Londyn-Gatwick 2. Manchester                                           |
| TUI fly Belgium         | Sezonowo: 1. Bruksela                                                               |
| TUI fly Netherlands     | 1. Amsterdam                                                                        |
| Turkish Airlines        | 1. Stambuł 2. Nawakszut                                                             |
| Vueling Airlines        | 1. Barcelona                                                                        |